# البارحة (إربد)
البارحة منطقة تقع في شمال غرب مدينة اربد في الأردن، تعتبر اليوم أحد احياء مدينة اربد واكبرها من حيث المساحة والسكان، يبلغ عدد سكان الحي 150 الف نسمة. يتراوح ارتفاعها بين الـ 400 متر إلى 550 متر فوق سطح البحر. تعتبر البارحة من ضمن صلاحيات بلدية اربد الكبرى. اصل كلمة البارحة هي كلمة لاتينيه (بارا) والتي تعني المدفن، حيث كانت تنتشر المقابر الرومانيه في اجزاء منها. يعتقد أن هنالك مؤشرات على قدم هذه المنطقة حيث يعد سهل ابان فيها من السهول التي اشير البها في الكتب المقدسة وهنالك اثار تم نهبها من بعض السكان التي وجدت في باطن أراضي سهل ابان وأراضي تشير إلى وجود حضارة قديمة كانت في زمن الاراميين والكنعانيين كم انه ربطتها علاقات بمنطقة ارابيلا -تل اربد- كذلك يعد مقر المسجد القديم في البازحه (سعيد بن المسيب) معلما قديما تم بناء المسجد عليه الا انه لا يوجد اهتماما من قبل هيئة الآثار بهذه المنطقة لأسباب عده. يوجد ضمن البارحة تقسيمات احياء هي (حي المطلع، حي أبو اللجا، حي ابان، المسحلون، المسلخ، المقبرة). وتنتشر زراعة الزيتون والخضراوات البعليه في النواحي الغربية، يشتهر أهل البارحة بمستواهم التعليمي المتقدم يوجد فيها أكثر من 10 الاف من حملة شهادة الدكتوراه والماجستير. يبلغ عدد المغتربين الذين تعود جذورهم إلى البارحة أكثر من 70 الف مغترب. اكثرهم في الولايات المتحدة الأمريكية وألمانيا.
أهم المدارس مدرسة سعد بن ابي وقاص، مدرسة معاذ بن جبل، مدرسة عين جالوت، مدرسة الاندلس، مدرسة الراهبات الوردية.
يوجد فيه مستشفى الأميرة بسمة الحكومي.
تقتصر الانشطة الصناعيه على وجود مسلخ الحيوانات، ومناشير الحجر ومشاغل تصنيع الرخام والبلوك في شمال الحي، يوجد فيه محطه تنقية اربد للمياه العادمة.